# ガーソン・ケニン
ガーソン・ケニン（Garson Kanin、1912年11月24日 - 1999年3月13日）は、アメリカ合衆国の映画監督、脚本家。
1946年、演劇『Born Yesterday』の脚本および演出を務め、1,642回上演された。1950年公開の映画化『ボーン・イエスタデイ』において、アルバート・マンハイマーの脚本の出来が良くなく、プロダクション・チーフのハリー・コーンはケニンをクレジット無しで参加させた。他の舞台作品には『The Diary of Anne Frank』(1955年)を演出して717回上演、ミュージカル『ファニー・ガール』(1964年)を演出して1,348回上演などがある。1985年、『Peccadillo』の脚本および演出が最後の作品となり、同年、アメリカ舞台の殿堂に殿堂入りした。

## 主な作品
- ボーン・イエスタデイ（1993年）
- ラスベガスの夜
- レモンのゆううつ
- ゲバルトパパ
- ねずみの競争
- 有名になる方法教えます
- パットとマイク
- ボーン・イエスタデイ（1950年）
- アダム氏とマダム
- 二重生活
- 小さな愛の日
- 西部を駆ける恋
- 愛の鐘はキッスで鳴った
- ママのご帰還
- ママは独身
- 忘れられた恋人